# Graaf de Ferrarisgebouw
Het Graaf de Ferrarisgebouw, of kortweg Ferrarisgebouw, is een kantoorgebouw in eigendom van de Vlaamse overheid in de Belgische hoofdstad Brussel. Het gebouw staat aan de Koning Albert II-laan 20, net buiten de Vijfhoek in de Noordruimte. Aan de westzijde ligt de Antwerpsesteenweg en aan de noordzijde de Volksstraat. Ten noorden van het gebouw staat WTC-gebouw 3, ten oosten de Proximus Towers, Phoenixgebouw en Hendrik Consciencegebouw, en ten zuiden North Gate.
Het gebouw is vernoemd naar Joseph de Ferraris.

## Geschiedenis
In 1995 werd met de bouw van het gebouw begonnen en het kwam in 1997 gereed.
In 2009 bood het gebouw plaats aan 1200 ambtenaren en heeft anno 2018 1416 werkplekken.
De Vlaamse overheid zat begin 2017 in een zestal grote gebouwen in Brussel, waaronder het Graaf de Ferrarisgebouw. Met het aflopen van de huurcontracten van het Boudewijngebouw en Phoenixgebouw in 2017, alsmede het aflopen van de huurcontracten van het Arenberggebouw in 2023 en 2024 (Arenbergstraat 5-9 en 1D) en het Ellipsgebouw in 2024 (Koning Albert II-laan 35), en het aan renovatie toe zijnde Ferrarisgebouw, wil de Vlaamse overheid het aantal gebouwen beperken en de ambtenaren in Brussel concentreren in drie grote kantoorgebouwen: het Hendrik Consciencegebouw, het Herman Teirlinckgebouw en WTC I en II, dat nog verbouwd wordt tot één nieuw gebouw. Het Herman Teirlinckgebouw vervangt twee van deze zes grote gebouwen, het Boudewijngebouw en Phoenixgebouw, en biedt daarnaast ook een werkruimte voor het Instituut voor Natuur- en Bosonderzoek (voorheen: Kliniekstraat 25 in Anderlecht), Milieu- en Natuurraad van Vlaanderen (voorheen: Kliniekstraat 25 in Anderlecht) en de Vlaamse Maatschappij voor Sociaal Wonen (voorheen: Koloniënstraat 40 in Brussel). Het Hendrik Consciencegebouw werd in 2018-'19 gerenoveerd. Het Belpaire-gebouw zal het Ellipsgebouw, Arenberggebouw en Ferrarisgebouw gaan vervangen.

## Gebouw
Het gebouw is naar het ontwerp van architect Michel Jaspers.
Het belangrijkste kenmerk van het gebouw is de hoge voorgevel die in glas is opgetrokken. Naast het glas is er ook gebruikgemaakt van graniet om de gevels te bekleden. Het gebouw heeft 13 bovengrondse bouwlagen en een hoogte van ongeveer 46 meter.

## Gevestigd
In het gebouw zijn onder andere de volgende agentschappen en diensten gezeteld:
- Agentschap Maritieme Dienstverlening en Kust
- Agentschap Wegen en Verkeer
- Departement Omgeving
- Vlaams Energieagentschap